# Paul-Émile Léger
Paul-Émile Léger (Valleyfield, 26 aprile 1904 – Montréal, 13 novembre 1991) è stato un cardinale e arcivescovo cattolico canadese.

## Biografia
Nacque a Valleyfield il 26 aprile 1904.
Papa Pio XII lo elevò al rango di cardinale nel concistoro del 12 gennaio 1953.
Morì il 13 novembre 1991 all'età di 87 anni. Era l'ultimo superstite delle creazioni cardinalizie di Pio XII.

## Genealogia episcopale e successione apostolica
La genealogia episcopale è:
- Cardinale Scipione Rebiba
- Cardinale Giulio Antonio Santori
- Cardinale Girolamo Bernerio, O.P.
- Arcivescovo Galeazzo Sanvitale
- Cardinale Ludovico Ludovisi
- Cardinale Luigi Caetani
- Cardinale Ulderico Carpegna
- Cardinale Paluzzo Paluzzi Altieri degli Albertoni
- Papa Benedetto XIII
- Papa Benedetto XIV
- Cardinale Enrico Enriquez
- Arcivescovo Manuel Quintano Bonifaz
- Cardinale Buenaventura Córdoba Espinosa de la Cerda
- Cardinale Giuseppe Maria Doria Pamphilj
- Papa Pio VIII
- Papa Pio IX
- Cardinale Alessandro Franchi
- Cardinale Giovanni Simeoni
- Cardinale Antonio Agliardi
- Cardinale Basilio Pompilj
- Cardinale Adeodato Piazza, O.C.D.
- Cardinale Paul-Émile Léger, P.S.S.

La successione apostolica è:
- Vescovo Firmin Courtemanche, M.Afr. (1953)
- Vescovo Laurent Morin (1955)
- Vescovo Valérien Bélanger (1956)
- Vescovo Joseph Gustave Roland Prévost Godard, P.M.E. (1957)
- Vescovo Alexander Carter (1957)
- Vescovo Gabriel Champagne, M.Afr. (1957)
- Vescovo Paul-Maurice Choquet, C.S.C. (1959)
- Vescovo William Edward Power (1960)
- Cardinale Paul Grégoire (1961)
- Cardinale Gerald Emmett Carter (1962)
- Vescovo Adrien André Maria Cimichella, O.S.M. (1964)